# Matteo Perrini
Matteo Perrini (Laterza, 6 ottobre 1925 – Brescia, 8 febbraio 2007) è stato un pedagogista e storico della filosofia italiano.

## Biografia
Frequentò il liceo a Bari, dove fu l’alunno prediletto del pedagogista Giovanni Modugno, con il quale strinse un rapporto di affetto filiale continuato per tutta la vita, e successivamente l’Università degli Studi di Bari, dove superò l’esame di laurea in Pedagogia il 28 giugno 1950 riportando la lode con una tesi su «La realtà ontologica dell'anima e la libertà a fondamento dell’educazione». Si trasferì a Brescia nel 1948, chiamato dal pedagogista Vittorino Chizzolini, dove iniziò la sua lunga collaborazione con l’Editrice La Scuola. Dopo aver insegnato nella scuola elementare di Sale Marasino, passò all'insegnamento di Storia e Filosofia nelle scuole superiori prima a Belluno e poi a Brescia.

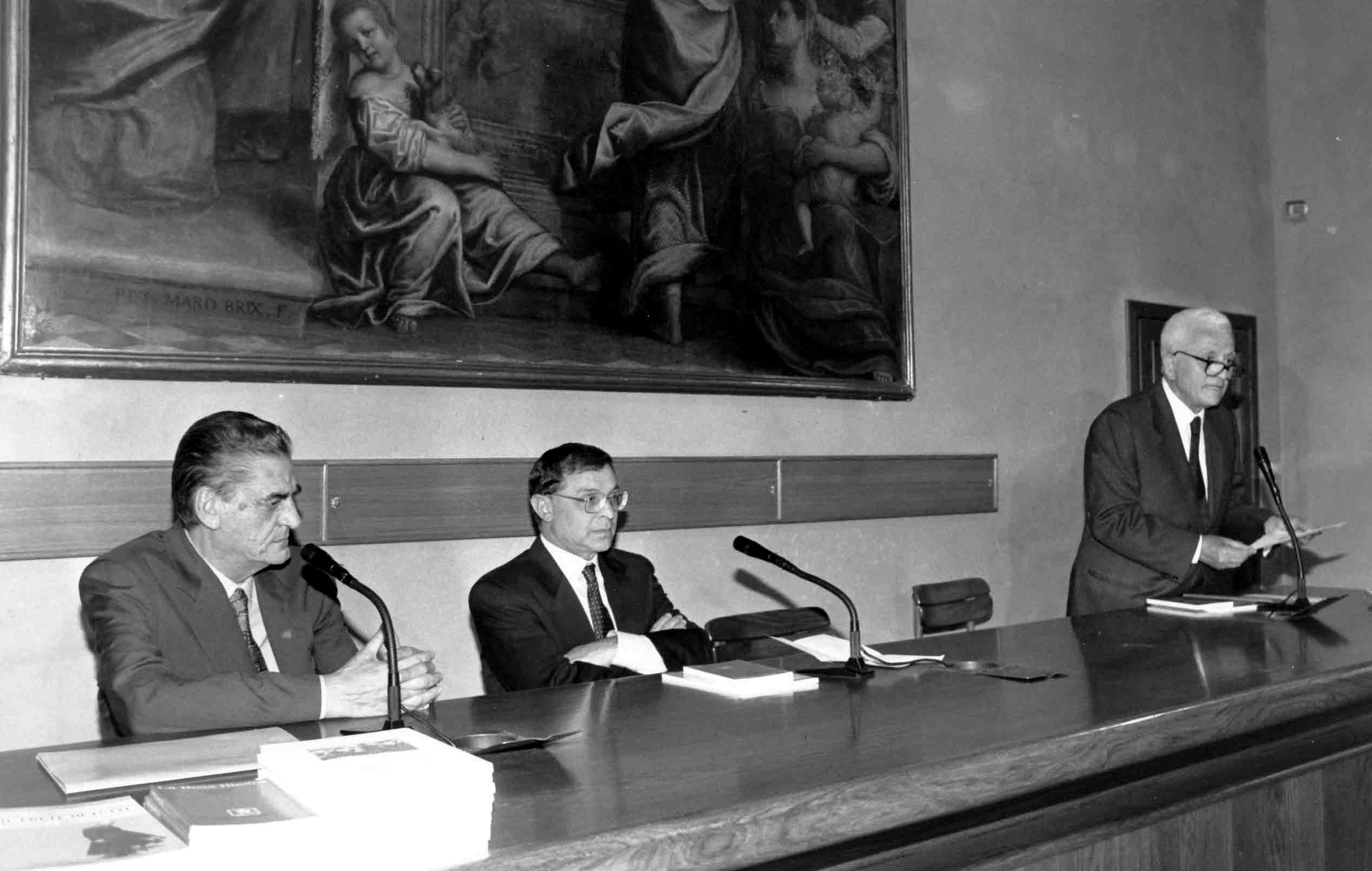
Matteo Perrini (a destra) con Mino Martinazzoli (a sinistra) e Andrea Lepidi (1997).

Fu uno dei protagonisti della svolta verso il centro-sinistra nella Democrazia Cristiana nella prima metà degli anni Sessanta, e ne ricoprì la carica di segretario provinciale dal 9 novembre 1963 al 3 settembre 1964.

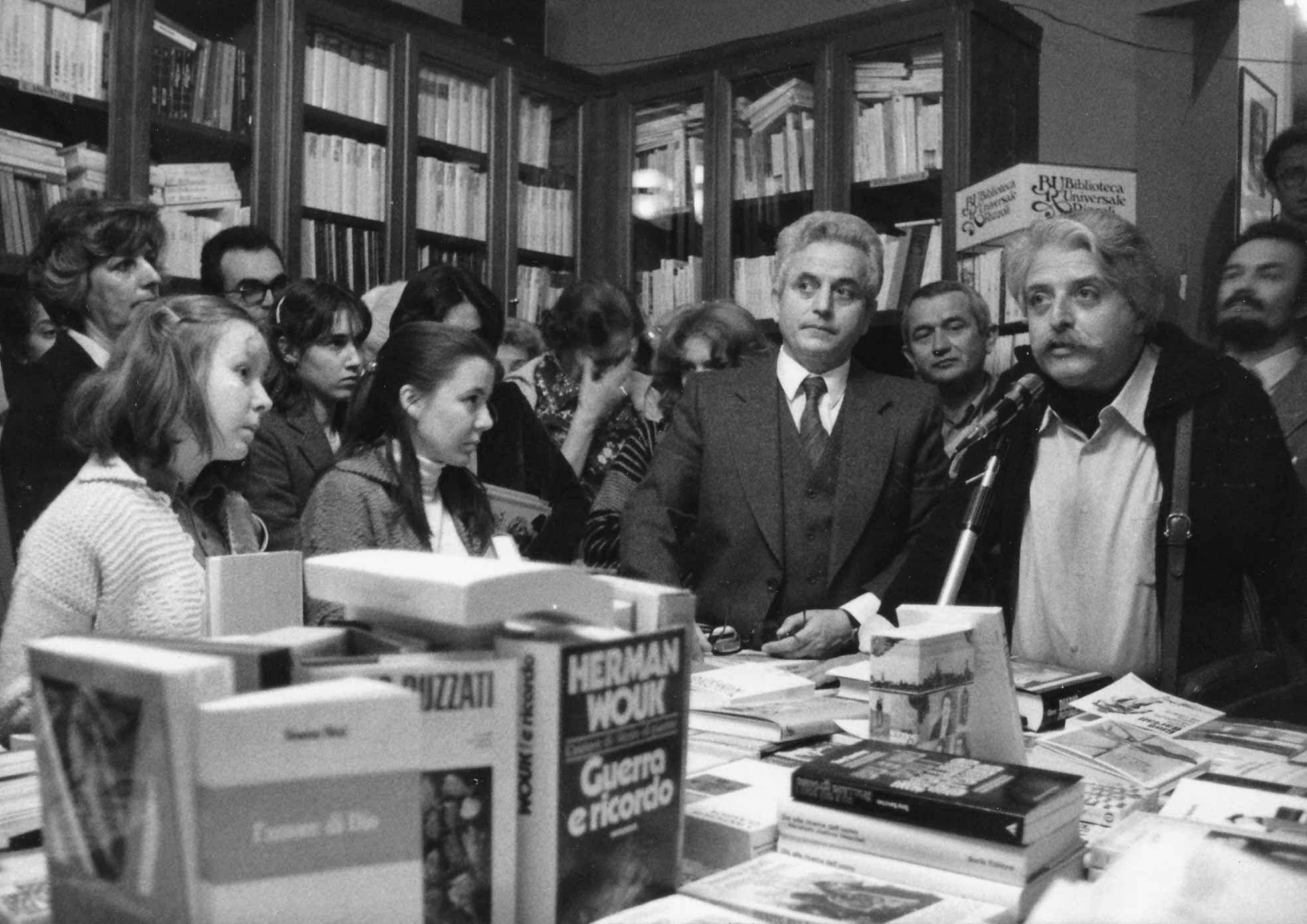
Matteo Perrini (a sinistra) con Giorgio Torelli (1980).

Collaborò con l’Istituto storico della Resistenza bresciana e con l’Università popolare “Astolfo Lunardi”. Nel 1976 con altri amici, diede avvio in Brescia alla Cooperativa Cattolico-Democratica di Cultura, di cui rimase presidente fino al 2007.
Collaborò inoltre a riviste (Humanitas edita da Morcelliana, Pedagogia e Vita, Scuola Italiana Moderna e Nuova Secondaria edite dall’Editrice La Scuola, Studium) e quotidiani (Giornale di Brescia, L'Osservatore Romano). Dal 1988 alla morte tenne la rubrica «Detti e contraddetti» sulle pagine del Giornale di Brescia.

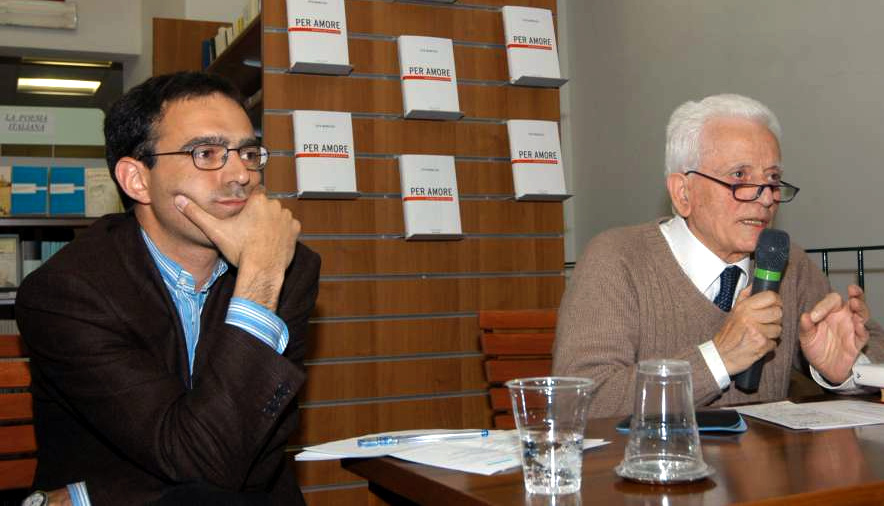
Matteo Perrini (a detra) con Vito Mancuso (2005).

Fu socio dell’Ateneo di Brescia dal 1996 e venne insignito nel 1999 della medaglia d’oro della Città di Brescia.
È sepolto nel famedio del Cimitero monumentale di Brescia.

## Opere
Elenco delle pubblicazioni:
- L'educazione etico-religiosa, Brescia, Editrice La Scuola, 1954.
- Ore di sole : letture per la prima adolescenza, Brescia, Editrice La Scuola, 1957.
- Matteo Perrini (a cura di), Pedagogia e vita di Giovanni Modugno, Brescia, Editrice La Scuola, 1961.
- Silvio Pellico, Le mie prigioni, introduzione, riduzione e note di Matteo Perrini, Brescia, Editrice La Scuola, 1970.
- Morale e politica nel pensiero di Nicola Petruzzellis, in Scritti in onore di Nicola Petruzzellis, Napoli, Giannini Editore, 1981.
- Matteo Perrini (a cura di), A Diogneto : alle sorgenti dell'esistenza cristiana : una risposta del 2º secolo alla domanda "in quale Dio i cristiani ripongono la loro fede", traduzione di Matteo Perrini, Brescia, Editrice La Scuola, 1984.
- Matteo Perrini (a cura di), Primo: i diritti dell'uomo, Brescia, Morcelliana, 1985.
- Matteo Perrini (a cura di), Per una cultura della pace, Brescia, Morcelliana, 1986.
- Andrej Sinjavskij e al., Dimensioni della pace, a cura di Matteo Perrini, Brescia, Morcelliana, 1988.
- Matteo Perrini e Jan Rous, Democrazia anno uno : manifesti delle prime elezioni libere in Cecoslovacchia, Brescia, Comune di Brescia, 1990.
- Matteo Perrini e dom Pierre Miquel (a cura di), Preghiere dell'umanità / testi scelti e presentati da dom Pierre Miquel e Matteo Perrini, traduzione di Matteo Perrini e Pietro Brognoli, Brescia, Queriniana Editrice, 1993.
- Agostino d'Ippona, Confessioni, traduzione di Matteo Perrini, saggio introduttivo e commento di Matteo Perrini, Brescia, Editrice La Scuola, 1995.
- Henri Bergson, Le due fonti della morale e della religione, traduzione di Matteo Perrini, saggio introduttivo e commento di Matteo Perrini, Brescia, Editrice La Scuola, 1996.
- La Rosa Bianca : per la libertà dello spirito e per l'onore dell'uomo, 2ª ed., Brescia, Cooperativa Cattolico-Democratica di Cultura, 1997.
- Lucio Anneo Seneca, Seneca / L'immagine della vita : antologia tematica da tutte le opere, a cura di Matteo Perrini, traduzione di Matteo Perrini, saggio introduttivo e commento di Matteo Perrini, Scandicci, La Nuova Italia, 1998.
- Che cosa fu la resistenza? : linee per un approccio storico. Appunti sulla resistenza Bresciana, 3ª ed., Brescia, Rolando Anni, 1999.
- Erasmo da Rotterdam, Ritratti di Thomas More, traduzione di Matteo Perrini, saggio introduttivo e commento di Matteo Perrini, Brescia, Editrice La Scuola, 2000.
- Enzo Giammancheri, Educazione e senso della vita, a cura di Matteo Perrini, Brescia, Editrice La Scuola, 2000.
- L'umanesimo cristiano: fonte di ispirazione e stile di vita, Brescia, Cooperativa Cattolico-Democratica di Cultura, 2001.
- Matteo Perrini, Poesie, a cura di Franca Grisoni, Brescia, Edizioni L'Obliquo, 2008.
- Filosofia e coscienza : Socrate, Seneca, Agostino, Erasmo, Thomas More, Bergson, Brescia, Morcelliana, 2008.
- Matteo Perrini : testimonianze e scritti, Brescia, Morcelliana, 2011.
- Detti e contraddetti : 1988-1992, Brescia, Cooperativa Cattolico-Democratica di Cultura, 2014.
- Detti e contraddetti : 1993-1997, Brescia, Cooperativa Cattolico-Democratica di Cultura, 2017.
- Detti e contraddetti : 1997-2002, Brescia, Cooperativa Cattolico-Democratica di Cultura, 2018.
- Matteo Perrini (a cura di), Chi sono i cristiani? : Lettera "A Diogneto", traduzione di Matteo Perrini, Magnano, Edizioni Qiqajon, Comunità di Bose, 2018.
- Detti e contraddetti : 2002-2007, Brescia, Cooperativa Cattolico-Democratica di Cultura, 2019.

## Riconoscimenti
- Medaglia d'oro della città di Brescia (1999)[3]